# Loriano Zurli
Loriano Zurli (Sinalunga, 3 marzo 1950) è un latinista e filologo italiano, specialista della tradizione manoscritta e letteratura latina tardoantica.

## Biografia
Allievo di Nino Scivoletto e Luigi Pepe, è stato influenzato da studiosi come Sebastiano Timpanaro e Scevola Mariotti. Ordinario di Grammatica latina all'Università di Sassari nel 1990, è poi passato all’Università di Perugia ove ha tenuto la cattedra di Filologia latina dal 1993. È stato direttore dell’Istituto di latino di Sassari, poi di Perugia. Ha costituito (su mandato rettorale) la Biblioteca di Studi Umanistici dell'Università di Perugia.
Specialista di critica del testo e tecnica dell’edizione, e insieme della tradizione di autori e sillogi poetiche latine, in particolare la cosiddetta Anthologia Latina. È editore critico di autori e testi poetici classici, di carmi adespoti e scrittori tardoantichi, di favolista medievale in versi, di iscrizione epigrafica versificata. Si è occupato anche di narratologia applicata a testi narrativi latini (più occasionalmente di retorica e diritto romano).
Dirige il Centro Studi Anthologia Latina, come pure la rivista AL. Rivista di studi di Anthologia Latina, di cui è fondatore. È direttore della collana Anthologiarum Latinarum parerga, a sua volta inglobante la collana Anthologiarum Latinarum manuscripta (Olms-Weidmann).

## Onorificenze
Ha ricevuto dalla Città di Perugia il Baiocco d'oro per il restauro filologico e lo studio dell'iscrizione in versi della Fontana Maggiore perugina. Dal 1993 presiede il Premio Chianciano Terme (in rappresentanza del Lions club Chianciano Terme).

## Pubblicazioni

### Opere principali
- Aegritudo Perdicae, recognovit Laurianus Zurli, “Bibliotheca scriptorum Graecorum et Romanorum Teubneriana”, Leipzig 1987 (ed. stereotypa, Monachii et Lipsiae 2001, Berlin-New York, 2011) (e-book).
- Astensis poetae Novus Avianus a cura di L. Zurli. Traduzione e commento di A. Bisanti, Genova (coll. «Favolisti latini medievali e umanistici» V) 1994.
- L’iscrizione in versi della Fontana Maggiore di Perugia (in collaborazione con A. Bartoli Langeli), Roma  1996.
- †N. Scivoletto – L. Zurli, A. Persi Flacci Saturae, tertium recognovit †Nino Scivoletto, iteratis curis edidit Loriano Zurli, Roma 2010.
- Apographa Salmasiana. Sulla trasmissione di ‘Anthologia Salmasiana’ tra Sei e Settecento, Hildesheim - Zürich - New York 2004.
- Apographa Salmasiana, 2. Il secolo d’oro di ‘anthologia Salmasiana’ (continuazione e fine), Hildesheim - Zürich - New York 2010.
- Anthologiarum Latinarum I, Anthologia Vossiana, recognovit Loriano Zurli. Traduzione di N. Scivoletto, Roma 2001.
- Anthologiarum Latinarum II, Anthologia Salmasiana 1. Anonymi versus serpentini (Anthologia Latina, cc. 38-80 Riese = 25-68 Shackleton Bailey), denuo recognovit Loriano Zurli (traduzione di N. Scivoletto, commentario di Paola Paolucci), Hildesheim - Zürich - New York 2008.
- Anthologiarum Latinarum II, Anthologia Salmasiana 2. Vnius poetae sylloge (Anthologia Latina, cc. 90-197 Riese = 78-188 Shackleton Bailey), recognovit Loriano Zurli (traduzione di N. Scivoletto), Hildesheim - Zürich - New York 2007.
- Anthologiarum Latinarum II, Anthologia Salmasiana 3. Coronatus, a cura di Loriano Zurli (traduzione di N. Scivoletto), Roma 2005.
- Anthologiarum Latinarum II, Anthologia Salmasiana codicis Thuanei. Anonymi In laudem Solis (Anthologia Latina, c. 389 Riese = 385 Shackleton Bailey), recognovit Loriano Zurli (traduzione di N. Scivoletto), Hildesheim - Zürich - New York 2008.
- La tradizione ms. di Anthologia Latina, Perugia, Centro Studi Anthologia Latina (Pliniana Editrice), 2014 (= The Manuscript Transmission of Anthologia Latina, Hildesheim, Weidmann, 2017).
- Il limen (sottile) tra congettura e restituzione. Sulla validità delle congetture ritenute palmari, Perugia (Centro Studi Anthologia Latina) 2016; 2ª edizione ampliata, Hildesheim (Weidmann) 2020.
- Tituli Luxoriani. Sull’autenticità dei titoli di Lussorio (Anthologia Latina 203, 287-375 R), Hildesheim (Weidmann) 2024.

### Altri lavori
- Come funziona il «catalogo» virgiliano di Aen. VII 647-817, “Materiali e contributi per la storia della narrativa greco-latina” 1, 1976, 121-137.
- Dira fames (Verg. Aen. III 256), “Giornale italiano di filologia” 29, 1977, 176-180.
- In collaborazione con altri, Verbale, “Materiali e contributi per la storia della narrativa greco-latina” 2, 1978, III-XX.
- Le «proprietà» del motivo dello «scambio di persona» nella narrativa classica e nel «racconto storico» di Paolo Diacono, ibid., 71-104.
- Ius iurandum patrare, id est sancire foedus (Liv. 1, 24, 6), “Rheinisches Museum für Philologie” 123, 1980, 337-348.
- Il modello attanziale di una novella apuleiana in Atti del Convegno internazionale «Letterature classiche e narratologia», Selva di Fasano (Brindisi) 6-8 ottobre 1980 (= “Materiali e contributi per la storia della narrativa greco-latina” 3), 1981, 397-410.
- Sulla marineria di Verg. Aen. 3, 356-357, “Philologus” 128, 1984, 105-110.
- Anus, sed admodum scitula. Modello e racconto in Apul. Met. 1, 6-19 in Semiotica della novella latina. Atti del seminario interdisciplinare «La novella latina», Perugia 11-13 aprile 1985 (= “Materiali e contributi per la storia della narrativa greco-latina” 4), 1986, 143-177.
- Prolegomeni ad una nuova edizione della «Aegritudo Perdicae», “Giornale italiano di filologia” 38, 1986, 161-219.
- Su alcuni passi controversi dell'«Alcestis» di Barcellona, ibid. 39, 1987, 73-103.
- Un arcaismo in Apuleio, ibid., 217-221.
- L. Pepe - N. Scivoletto - L. Zurli Indice generale degli anni 1948-1987, ibid., 257-308.
- Ha curato la riedizione degli ‘scritti minori’ di L. Pepe, raccolti nel vol. Sermo Milesius (ESI 1987), redigendo anche la “Bibliografia” dello stesso Pepe, l’Indice degli argomenti e quello degli autori moderni.
- Celeno in Enciclopedia Virgiliana I (1984), 724.
- Incendi delle navi in Enc. Virg. II (1985), 932-934.
- Voco, vocifero, composti di voco in Enc.Virg. V*, 635-638.
- Grattio, Virgilio e il sandyx Libycus, “Giorn. it. di filol.” 40, 1988, 231-236.
- Nota al testo di Baldrico, ibid., 263-265.
- Note al testo di Reposiano, ibid. 41, 1989, 73-79.
- Le «praefationes» nei «Libri VIII de medicina» di A. Cornelio Celso in Prefazioni, prologhi, proemi di opere tecnico-scientifiche latine, a cura di C. Santini e N. Scivoletto, vol. I, Roma 1990, 295-337.
- Cinque «epistulae de tuenda valetudine», ibid., 381-397.
- Le «praefationes» ai «Passionum libri» di Celio Aureliano, ibid., 407-424.
- L'«Aegritudo Perdicae» e Maxim. 3, “BStudLat” 21, 1991, 313-318.
- Sulla tradizione ms. dell'«Astensis poeta», “Giorn. it. di filol.” 43, 1991, 63-69.
- L'«Avianus Astensis» e l'«Avianus Vindobonensis». Considerazioni sulla nazionalità dell'«Astensis» e sulla cronologia relativa in La favolistica latina in distici elegiaci. Atti del Convegno internazionale (Assisi, 26-28 ottobre 1990), Assisi 1991, 63-77.
- L'«Aegritudo» di Hunt, “Giorn. it. di filol.” 43, 1991, 161-164.
- Sul carme «Marcus amans» attribuito a Claudiano, ibid. 44, 1992, 67-71.
- L'epistola dello ps. Antonius Musa in Prefazioni, prologhi, proemi ..., vol. II, Roma 1992, 431-442.
- L'epistola prefatoria dell'«Herbarius» dello ps. Apuleius, ibid., 443-451 [= Lingue tecniche del greco e del latino.Atti del I Seminario intern. sulla letteratura scientifica e tecnica greca e latina, Univ. degli Studi di Trieste, 1993, 235-38].
- L'epistola a Pentadio (e altre reliquie) di Vindiciano, ibid., 453-462.
- Il pensiero medico di Teodoro Prisciano nelle prefazioni ai suoi libri, ibid., 463-497.
- Alcimiana (714 e 715 R.), “Giorn. it. di filol.” 44, 1992, 281-286.
- Medici e medicina a Roma (conferenza tenuta al «Centro di Studi Varroniani», Rieti, 3 febbraio 1992) in Appuntamenti culturali 1991-92.
- «Mora litis»: nota per una riedizione della linea 19 della Tavola di Esterzili (C.I.L. X 7852) in Atti del Convegno di studi su La Tavola di Esterzili, Esterzili, 13 giugno 1992, 1993, 119-121 e Tav. I.
- Il latino del diritto e il lessico dei neologismi, “L’Università. Mensile dell’Ateneo di Perugia” XI 2, 1993, 29.
- Tra filologi e giuristi in Atti del Convegno internazionale «Il latino del diritto», Perugia 8-10 ottobre 1992, Roma 1994, 373-395.
- Dai primi commenti all’Enciclopedia Virgiliana. L’Eneide in Atti delle «Giornate filologiche Francesco Della Corte», Genova, 12-13 ottobre 1992, 1993, 127-138.
- Esegesi e critica del testo. Qualche esempio da Luxorius, “Giorn. it. di filol.” 45, 1993, 29-46.
- Interpretationes Vergilianae minores, I, conlegerunt Barabino-Nazzaro-Scivoletto, Genova 1991: Petronii, C. Plinii Secundi, C. Iulii Solini interpretationes in schedas rettulit L. Zurli.
- Interpretationes Vergilianae minores, II 1 (1994) e 2 (1995), conlegerunt Barabino-Nazzaro-Scivoletto, Genova: Caelii Aureliani, Vindiciani, Theodori Prisciani nec non Ps. Theod. Prisc., Exc. not. urb. interpretationes in schedas rettulit et adnotavit L. Zurli.
- Interpretationes Vergilianae minores, III 1, conlegerunt Barabino-Nazzaro-Scivoletto, Genova 1998: Historiae Apollonii regis Tyri interpretationes in schedas rettulit et adnotavit L. Zurli.
- Codici referenziali, intertesto e ricadute testuali. Un esempio da Luxor. 371 R. in Atti del Convegno «Il viaggio intertestuale», Roma, 8-10 novembre 1993, “BStudLat” 24, 1994, 129-139.
- Luxorius e la fitoterapia, “Giorn. it. di filol.” 46, 1994, 189-195.
- L’Aegritudo Perdicae non è di Draconzio in Ars narrandi. Scritti di narrativa antica in memoria di Luigi Pepe, a cura di C. Santini e L. Zurli, Napoli 1996, 233-261.
- Un ignoto properzianista perugino del Seicento in Commentatori e traduttori di Properzio dall’Umanesimo al Lachmann. Atti del Convegno (Assisi, 28-30 ottobre 1994), Assisi 1996, 323-344.
- Sulla formula del negozio fiduciario in Il linguaggio dei giuristi romani. Atti del Convegno internazionale di studi (Lecce, 5-6 dicembre 1994), a c. di O. Bianco e S. Tafaro = “Studi di filologia e letteratura” 5, 1999, 185-191.
- Paolino di Pella ed Enea, “BStudLat” 26, 1996, 559-567 [Estratto della ‘Lectura patrum Neapolitana’ del 18 maggio 1996].
- Ov. Am. 3,15,18, “Giorn. it. di filol.” 48, 1996, 269-270.
- In margine a Testo e metodo di Kenney, ibid., 283-288.
- Dig. 50,16 tra iuris prudentia e rhetorica in ‘Scientia iuris’ e linguaggio nel sistema giuridico romano. Atti del Convegno di studi (Sassari, 22-23 novembre 1996), a c. di F. Sini e R. Ortu, Milano 2001, 15-34.
- Introduzione a Prefazioni, prologhi, proemi di opere tecnico-scientifiche latine, a cura di C. Santini - N. Scivoletto - L. Zurli, vol. III, Roma (Herder) 1998, pp. V-X.
- Trilogia medica: 1. Antimo: una dietetica per le nazioni agli albori del VI secolo; 2. L'epistula ad Marcellinum; 3. Sulle tracce del gemello cortonese di Harley 4986, in Prefazioni, prologhi, proemi di opere tecnico-scientifiche latine, III, cit., 313-420.
- Eros ludens in Miscillo flamine. Studi in onore di Carmelo Rapisarda, a cura di A. Degl’Innocenti - G. Moretti, Trento 1997, 343-50.
- Intorno ad alcuni carmi dell’«Anthologia Latina», “Giorn. it. di filol.” 49, 1997, 141-169.
- Appendice a Intorno ad alcuni carmi cit., ibid., 170-176.
- Il testo iconico: Vedere i classici alla Vaticana, “Giorn. it. di filol.” 49, 1997, 285-317.
- A proposito di collazioni novecentesche. Il caso della «Medea» di Draconzio, “RFIC” 126, 1998, 364-377.
- Il cod. Vindobonensis 9401* dell'Anthologia Latina, “Giorn. it. di filol.” 50, 1998, 211-237.
- “Giornale italiano di filologia”. Indice generale degli anni 1948-1998, a cura di N. Scivoletto e L. Zurli.
- Crux Ovidiana, “Giorn. it. di filol.” 51, 1999, 103-105.
- Diagnosi e restauro. Esempi dalle Metamorfosi ovidiane, ibid., 165-178 (cf. Corrigenda, ibid. 52, 1-2, 2000, ultima pag.).
- Ancora equum aedificant (relazione tenuta alla Tavola rotonda Quasi Homeri interpretes, Roma 18-20 dicembre 1996), “Giorn. it. di filol.” 51, 1999, 245-248.
- Gli epigrammi attribuiti a Seneca. Appunti sulla tradizione manoscritta, in Scienza, cultura, morale in Seneca, Atti del Convegno di Monte Sant’Angelo (27-30 settembre 1999), a c. di P. Fedeli, Bari 2001, 155-170.
- Gli epigrammi attribuiti a Seneca, I. La tradizione manoscritta, “Giorn. it. di filol.” 52, 2000, 185-221.
- Ha curato, insieme a C. Santini, la riedizione degli ‘scritti minori’ di Nino Scivoletto, intitolata Filologia e cultura latina, Napoli 2000.
- Locus Ovidianus (Met. VIII 371) nuperrime restitutus, “Giorn. it. di filol.” 53, 2001, 95-99.
- Dracontiana, ibid., 299-307.
- Petron. 132.15 v. 7 sq., in Curiositas. Studi di cultura classica e medievale in onore di U. Pizzani, a cura di A. Isola – E. Menestò – A. Di Pilla, Napoli 2002, 201-203.
- Diadema Luxorii, “Giorn. it. di filol.” 54, 2002, 53-57.
- Appendice a Diadema Luxorii, ibid., 58-60.
- Heidelberg Hs. 46, Riese e i suoi (distratti) successori, ibid., 133-137.
- I codici ‘T’ ed ‘R’ di Marziale, “RFIC” 129, 2001, 51-56.
- Gli Epigrammi di Seneca: la costituzione del corpus, in Seneca. Una vicenda testuale (Mostra di manoscritti ed edizioni, Firenze, Biblioteca Medicea Laurenziana, 2 aprile – 2 luglio 2004), a c. di T. De Robertis e G. Resta, Firenze 2004, 345-351.
- Anonymi versus serpentini (Anthologia Latina, cc. 38-80 Riese = 25-68 Shackleton Bailey), recognovit Loriano Zurli. Traduzione di N. Scivoletto, Roma (Herder) 2002.
- Hippodamia (cento Vergilianus), v. 63: un caso di arte negata, “Giorn. it. di filol.” 54, 2002, 225-228.
- Un Witz lussoriano (358 Riese2 [= 353 Shackleton B.], 10), ibid., 229-231.
- Florentinus (376 Riese = 371 Shackleton Bailey), in Concentus ex dissonis. Scritti in onore di Aldo Setaioli, a cura di C. Santini – L. Zurli – L. Cardinali, t. II, Napoli (ESI) 2006, 774-780.
- Sul ciclo del cedro in Anthologia Latina. Con un emendamento a c. 158 Shackleton B. (= 169 Riese2), 2, “Giorn. it. di filol.” 55, 2003, 121-123.
- A mo’ di conclusione a Properzio tra storia arte mito, «Atti» del Convegno internazionale (Assisi, 24-26 maggio 2002), a c. di C. Santini e F. Santucci, Assisi 2004, 261-271.
- Nuovo emendamento ad Anthologia Latina 123 Riese (= 112 Shackleton Bailey), 4 con una proposta di cronologia relativa, “Giorn. it. di filol.” 56, 2004, 125-128.
- Distici elegiaci per un inno inglese settecentesco, ibid., 149-152.
- Su una Medea africana (Anth. Lat. 102 R. = 91 Sh. B.), “Paideia” 60, 2005 (= «Miscellanea Scarpat», t. 2), 381-385.
- Draconzio (e la poesia tardoantica), in “Vediamo se sei filologo …”. Studi, interessi e curiosità di G. Brugnoli (Giornata di studi, Roma “Tor Vergata”, Facoltà di Lettere e filosofia, 24 maggio 2004), a cura di R. Scarcia – F. Stok, Pisa (Ed. ETS) 2007, 103-114.
- Unius poetae sylloge. Verso un’edizione di Anthologia Latina, cc. 90—197 Riese2 = 78—188 Shackleton Bailey, Hildesheim - Zürich - New York (Olms) 2005.
- Il PSI II 142 rivisitato (A Cesare Questa per i suoi splendidi settant’anni), “Giorn. it. di filol.” 56, 2004, 189-200.
- Un erudito toscano nell’officina di Andrea Camilleri, ibid., 337-346.
- Due noterelle su L’infinito di Leopardi, “Giorn. it. di filol.” 57, 2005, 157-161.
- ‘De conviviis barbaris’ (285-285a Riese = 279-280 Shackleton Bailey): una rivisitazione, “Giorn. it. di filol.” 58, 2006, 335-340.
- Una nuova fase nella trasmissione di Anthologia Latina. Note mss. a margine di ed. pithoeana (e loro provenienza), “Giorn. it. di filol.” 59, 2007, 3-21.
- Appendice a Una nuova fase nella trasmissione di Anthologia Latina, ibid., 22-30.
- L. Zurli – P. Paolucci La chiusa melica dei Choliambi di Persio, “Giorn. it. di filol.” 59, 2007, 179-184 (di 179-211).
- Poesia latina, nuova e-filologia. Opportunità per l’editore e per l’interprete. Atti del Convegno internazionale, Perugia, 13-15 settembre 2007, a cura di L. Zurli e P. Mastandrea, Roma (Herder) 2009.
- Premessa agli Atti del Convegno internazionale Poesia latina, nuova e-filologia. Opportunità per l’editore e per l’interprete (Perugia, 13-15 settembre 2007), cit., p. VII-XI.
- Pers. chol. 14 e i poeti latini ‘on line’, in Atti del Convegno internazionale Poesia latina, nuova e-filologia cit.,  p. 333-339.
- Nuovo terminus ante quem delle ‘schedae Divionenses’, in Sedula cura docendi. Studi sull'Anthologia Latinaper/con Riccardo Scarcia (Roma, 29-30 ottobre 2008), a cura di T. Privitera e F. Stok, Pisa (Ed. ETS) 2010, 25-38.
- Symphosius, la tradizione enimmistica latina e l'Indovinello veronese, [inedito].
- Nino Scivoletto (1923-2008), “Giorn. it. di filol.” 59, 2007, pagine fuori testo.
- Premessa dell’editore, in A. Breitenbach Kommentar zu den Pseudo-Seneca-Epigrammen der Anthologia Vossiana. Collana “Anthologiarum Latinarum parerga”. Edidit Loriano Zurli, II, Hildesheim - Zürich - New York (Olms) 2009, pag. V.
- Ignote schedae Divionenses di D’Orville, “Sandalion” 32-33, 2011, 261-267.
- Degli apografi Salmasiani e del loro apporto alla storia ecdotica dell'Anthologia, in Dialogi Salmasiani (Incontri triestini di filologia classica – VIII ciclo, Trieste 6-7 maggio 2009), [inedito].
- Prefazione ad “AL. Rivista di studi di Anthologia Latina” I 2010, 1-2 [curatore, per la ‘Biblioteca’ della stessa rivista, di Dialogi Salmasiani].
- La tradizione ms. delle anthologiae Salmasiana e Vossiana (e il loro stemma), ibid., 205-292.
- Premessa, “AL. Rivista di studi di Anthologia Latina” 2, 2011, 1.
- Lettere inedite di Sebastiano Timpanaro intorno all'Anthologia Latina a Loriano Zurli e a Nino Scivoletto, “AL.Rivista di studi di Anthologia Latina” 2, 2011, 3-14.
- Due restituzioni quasi ovvie al Centone De ecclesia (16 R, 27 e 29), ibid., 31-36.
- Un luogo poetico del De ecclesia (16 R, 89-91) sconciato dagli editori, ibid., 37-42.
- Pegaseum melos (Chol. 14) è citazione di Cesio Basso, “Paideia” 67, 2012, 699-711.
- Europa in groppa al toro (14 R, 23 sgg.), I. Questione di metodo, “AL. Rivista di studi di Anthologia Latina” 3, 2012, 35-42.
- Come va restaurato il luogo mariano di De ecclesia (16 R, 16-21), ibid., 59-65.
- Che cosa sta dietro la lez. abortio (16a R) del Salmasiano?, ibid., 67-73.
- Lettura di un epigramma scatologico della Salmasiana, “AL. Rivista di studi di Anthologia Latina” 4, 2013, 107-117.
- Significato e origine della pointe di 207 R, ibid., 119-123.
- Una checca alla corte vandalica d’Africa (Lux. 298 R), ibid., 145-152.
- La tradizione ms. di Anthologia Latina, Perugia, Centro Studi Anthologia Latina (Pliniana Editrice), 2014.
- Inediti e rari su locus desperatissimus di Pervigilium Veneris. E una questione di metodo, “AL. Rivista di studi di Anthologia Latina” 5, 2014, 79-86.
- Lux. 298 R, 1-2 e Petr. fr. 20 Mueller, ibid., 129-134.
- Novità Salmasiane dall’epistolario (inedito) Is. Voss – Saumaise, ibid., 137-146.
- Ovidio e l’apoteosi di Augusto. Un emendamento a Met. XV 838, “Paideia” 70, 2015, 155-159.
- Come si fa una congettura a Pentadio. Con ripuliture al c. 234 R = 226 SB, “AL. Rivista di studi di Anthologia Latina” 6, 2015, 145-151.
- Schegge Salmasiane, 1. Un’ipotesi (plausibile) sull’origine del codice Salmasiano, 1.1 Un prodotto amiatino verificabile: Pal. Lat. 165, 1.2. I tratti grafici comuni a Vat. Lat. 3314. Addendum, “AL. Rivista di studi di Anthologia Latina” 6, 2015, 153-172.
- Due congetture a Seneca, con osservazioni intorno alla congettura cosiddetta ‘palmare’, “Incontri triestini di filologia classica” [inedito].
- Sul ‘famigerato’ v. 8 di Stat. silv. I 6, “BStLat” 46, 2016, 169-173.
- Per una discussione ‘metodica’ di Stat. Silv. V 3, 127, “Myrtia” 31, 2016, 413-417.
- Adversaria critica al centone De alea (AL 8 R), “ALRiv” 7, 2016, 77-132.
- Gärtner(iate) su Pentadius in “BMCRev”, ibid., 179-181.
- Un compendio ‘insidioso’ e il testo del centone De alea (AL 8 R), v. 73, “BStLat” 47, 2017, 193-196.
- François Juret (Iuretus), il centone De alea (8 Riese) e le edizioni da rivedere, “ALRiv” 8, 2017,  27-53.
- Delibationes Luxorianae, 1. Il contesto etico-politico degli epigrammi di Lussorio contro i sovrani vandalici, 2. Un ‘Witz’ lussoriano incompreso (c. 370 R), ibid., 95-110.
- Modi ‘profani’ di editare i Carmina profana di Draconzio. A margine della recente edizione Zwierlein, “BStLat” 48, 2018, 198-210.
- La tradizione ms. della Medea di Draconzio (a margine della nuova ed. Teubner), “ExClass” 22, 2018, 111-116.
- Ancora Ovidio Am. 3, 15, 18, “BStLat” 48, 2018, 592-595.
- Alcestis Barcinonensis ed Aegritudo Perdicae. Considerazioni stravaganti, “Paideia” 73, 2018 (= Scritti in onore di Gilberto Biondi), 1-9.
- Il codice Salmasiano (Par. Lat. 10318). I suoi testi, le sue immagini, Atti del Seminario internazionale, Perugia 15 marzo 2018, a cura di Loriano Zurli, Selci-Lama (Editrice Pliniana) 2018.
- Premessa a Il codice Salmasiano etc., 7-8.
- L. Zurli – P. Paolucci, Le Bibliadi petroniane, 1. Emendare con metodo: un esempio da carme attribuito a Petronio, 2. Le fanciulle di Byblos in letteratura (e le avventure e[r]sotiche di Encolpio) ), “ALRiv” 9, 2018, 7-16 [Zurli].
- Nell’officina di Lussorio: la colocasia (c. 372 Riese = 367 Shackleton Bailey), “ALRiv” 9, 2018, 71-79.
- Validità e fallibilità della congettura. Con esempi da Aegritudo Perdicae 97 e 145, “ALRiv” 10-12, 2019-2021, 17-27.
- Priap. 68, 11 sanato: sicuri?, ibid., 85-88.
- Binetiana, 1: intorno al perduto ‘codex Bellovacensis’, 2: il c. 88 e il ‘codex Petavianus’ di Riese, 3: i carmi vossiani e salmasiani ‘ex codice I. Cuiacii’ ovvero sul modo di lavorare di Binet, 4: Appendice: Binet e la questione dei titoli lussoriani, ibid., 12595-132.
- Tornando su Persio chol. 14 (e Cesio Basso), “Myrtia” 36, 2021, 92-95.
- P. Paolucci – L. Zurli, Cosa rappresenta il già famoso carro di Pompei? “Myrtia” 36, 2021, 224-226 (www.avvenire.it/agora/pagine/eros-violento-e-caste-sabine...).
- Errori d’autore in Lucano?, “BStLat” 52, 2022, 125-128.
- Lettura di Catullo 107, 7-8, “BStLat” 52, 2022, 116-118.
- Un emendamento a Catullo 61, 217 (224), “Paideia” 77, 2022, 529-532.
- Quando Philologia incipit stomachari. Le ragioni della ‘congettura’ in armis ed altro (in risposta a M. Reeve), “ALRiv” 13, 2022, 103-116.
- Riflettendo con Riccardo, Giornata di studi in memoria di Riccardo Scarcia … [bozze di stampa impaginate].
- Di una ‘fortunata’ atetesi a Giovenale X 356, in Sagaci corde. Studi per Rosa Maria D’Angelo e Antonino Maria Milazzo, “Temi e Testi” delle Edizioni di Storia e Letteratura …
- D. Ceccarani – L. Zurli, Due proposte di lettura ad Ep. Bob. 64: 1. Divertissement traduttivo, 2. Medicina praesens: a chi?, ibid. XIV 2023, 25-34 (Zurli 25, 30-34).
- Il c. 383 R2 e i suoi gioielli, “ALRiv” XIV 2023, 107-116.
- L. Zurli – M. Carmeli, Errori da compendio ‘er’ nel codice Salmasiano e la testimonianza del Sant’Ilario basilicano, ibid. XIV 2023, 139-146.
- Giovenale X 356: un’atetesi da riconsiderare, ibid. XIV 2023, 163-168.
- Come va emendato Verg. Georg. 1, 513?, “BStudLat” 53, 2023, 107-109.
- In difesa di dederis (Aen. 4, 436), “Myrtia” 38, 2023, 275-292.
- Seneca tragico e gli Epigrammi a lui attribuiti. Frammenti cronologici complicati, “ALRiv” XV 2024, [sub prelo].
- Una finesse dell’anonimo di Aegritudo Perdicae, ovvero di una congettura ‘brillante’ da respingere, ibid. XV 2024, [sub prelo].
- Come va corretto il corrottissimo v. 202 di Aegritudo Perdicae, ibid. XV 2024, [sub prelo].
- Il c. 785c Riese, i suoi testimoni e… l’incuria filologica, ibid. XV 2024, [sub prelo].
- Pervigilium Veneris, 74: «an insoluble crux»?, ibid. XVI 2025, [sub prelo].

### Scritti commemorativi
- Ricordando Luigi Pepe, “L’Università. Mensile dell’Ateneo di Perugia” XI 12, 1993, 23.
- In un libro gli scritti minori del prof. Nino Scivoletto, “L’Università. Periodico dell’Ateneo di Perugia” XVIII 3-4, 2000, 27-28.
- Memoria di Nino Scivoletto (in latino), pubblicata nel Forum della C(onsulta) U(niversitaria di) S(tudi) L(atini), www.cusl.info, il 18/01/2010.
- Aloisio Pepe, “AL. Rivista di studi di Anthologia Latina” 4, 2013, 1.

### Scritti d'occasione
- Sinalunga 1999: frammenti di tradizione e vita quotidiana, a cura di L. Zurli, Edizioni Luì 2000 (Sinalunga: le ragioni di un libro, pp. 13-15; L. Zurli - L. Bandini Ciro Pinsuti e la Filarmonica, pp. 155-160).
- Una lunga consuetudine con la Tipografia Pliniana, in Atti del convegno per il Centenario della Tipografia Pliniana di Selci-Lama, 13 aprile 2013.